# Matthew Jurman
Matthew Jurman (Wollongong, 8 de diciembre de 1989) es un futbolista australiano que juega en la demarcación de defensa para el Macarthur F. C. de la A-League.

## Selección nacional
Tras jugar en la selección de fútbol sub-20 de Australia y en la sub-23, finalmente hizo su debut con la selección absoluta el 5 de octubre de 2017 en un encuentro de clasificación para la Copa Mundial de Fútbol de 2018 contra Siria que finalizó con un resultado de empate a uno tras los goles de Omar Al-Somah para Siria, y de Robbie Kruse para Australia.

## Clubes
| Club                           | País           | Año       | Partidos | Goles |
| ------------------------------ | -------------- | --------- | -------- | ----- |
| Sydney Olympic F. C.           | Australia      | 2007-2008 | 26       | 2     |
| Sydney F. C.                   | Australia      | 2008-2011 | 22       | 0     |
| Brisbane Roar F. C.            | Australia      | 2011-2013 | 34       | 0     |
| Sydney F. C.                   | Australia      | 2013-2017 | 74       | 2     |
| Suwon Samsung Bluewings        | Corea del Sur  | 2017-2018 | 37       | 2     |
| Al-Ittihad                     | Arabia Saudita | 2018-2019 | 18       | 0     |
| Western Sydney Wanderers F. C. | Australia      | 2019-2020 | 24       | 0     |
| Xanthi F. C.                   | Grecia         | 2020-2021 | 23       | 0     |
| Newcastle United Jets F. C.    | Australia      | 2021-2023 | 45       | 1     |
| Macarthur F. C.                | Australia      | 2023-     | 42       | 0     |